# Hnědá skvrnitost listů jírovce

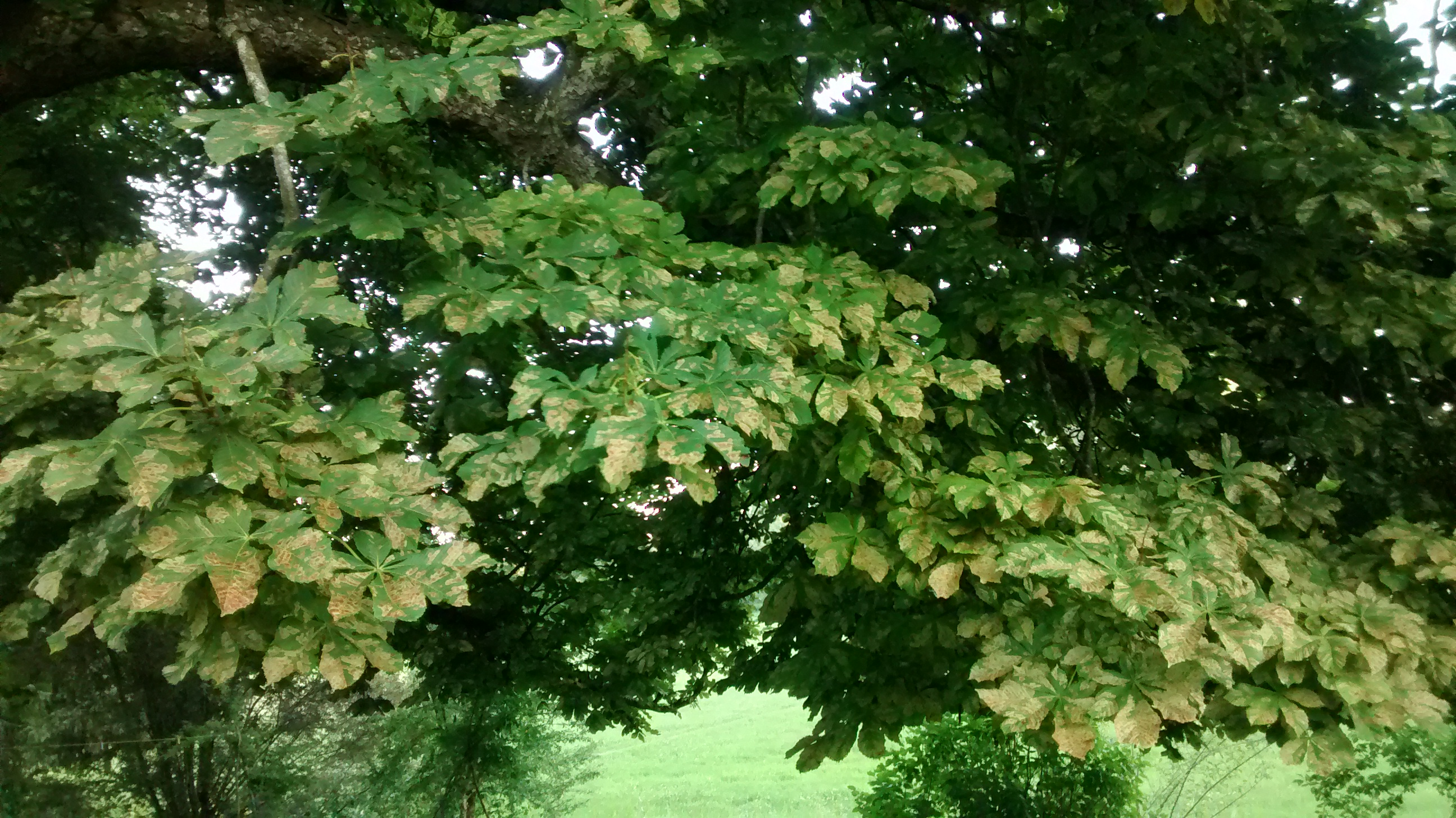
Hnědá skvrnitost

Hnědá skvrnitost listů jírovce je houbová choroba rostlin způsobená houbou Guignardia aesculi z čeledě Botryosphaeriaceae řádu  (Botryosphaeriales).

## EPPO kód
GUIGAE

## Synonyma patogena

### Vědecké názvy
Pro patogena Guignardia aesculi je používáno mnoho různých synonym například Leptodothiorella aesculicola nebo Phyllostictina sphaeropsoidea.

## Zeměpisné rozšíření
Severní Amerika , Evropa, Jižní Korea

### Výskyt v Evropě
Ve 20. století byla houba ze Severní Ameriky neúmyslně zavlečena do Velké Británie, vyskytuje se i v dalších evropských státech, jako jsou Německo, Slovinsko, Nizozemsko, Švýcarsko, Slovensko a Itálie.

## Hostitel
Rod jírovec (Aesculus ×carnea, flava, hippocastanum, ×neglecta, parviflora, pavia, turbinata)

## Příznaky
Připomínají poškození klíněnkou jírovcovou (Cameraria ohridella) a vyskytuje často společně s tímto patogenem.

### List
Poškození se nejdřív jeví jako malá vodnatá místa na povrchu listů, které se během několika dní změní v červenohnědé skvrny.  Známkou napadení je později hnědnutí listů od okraje listu, lemované žlutým okrajem. Pokud je hostitel silně poškozen, bývají zhnědlé celé listové čepele a listy předčasně opadávají. Během vegetace se na spodní straně skvrn tvoří plodnice. 
Velikost léze na listech se značně liší a zatímco růst malých lézí může být omezen žilnatinou, větší léze často splývají, což má za následek stáčení listů nahoru.

### Možnost záměny
Hnědnutí okraje listů (bez žlutého lemu) způsobené bakteriální nákazou, napadení klíněnkou, poškození suchem.

## Význam
I když poškození může být estetická vada, choroba nezpůsobuje vážné poškození. Těžká napadení bývají častější v pozdním létě a mohou být zaměněny za známky podzimu. Ačkoliv u starších stromů nezpůsobuje významné škody, u mladých dřevin ve školkách se při objevení prvních příznaků doporučuje použití fungicidů.

## Biologie
Životní cyklus nebyl podrobně zkoumán. Podle všeho plodnice houby přezimují ve spadaném listí. Na jaře se uvolňují z plodnic do vzduchu spory. Ty infikují listy. v napadených listech se vytváří druhý typ spór. Tyto spory způsobují většinu dalších infekcí.

## Šíření
Větrem.

## Ochrana rostlin

### Chemická ochrana
Včasná chemická ochrana ve školce má na jaře zabránit primárním infekcím.

### Agrotechnická opatření
Hrabání a pálení nebo kompostování spadaného listí na podzim pomůže snížit množství hub pro infekci v následujícím roce. Je doporučeno zvážit pěstování méně postižených druhů jírovce (A. indica, A. turbinata). Je žádoucí prořezávat koruny pro zvýšení cirkulace vzduchu a pronikání slunečního světla, čímž se minimalizuje čas potřebný k oschnutí vlhkých listů.